# Zozulînți, Kozeatîn
Zozulînți (în ucraineană Зозулинці) este localitatea de reședință a comunei Zozulînți din raionul Kozeatîn, regiunea Vinnița, Ucraina.

## Demografie
Componența lingvistică a localității Zozulînți
     Ucraineană (98,95%)
     Rusă (1,05%)
Conform recensământului din 2001, majoritatea populației localității Zozulînți era vorbitoare de ucraineană (98,95%), existând în minoritate și vorbitori de rusă (1,05%).